# Frederick Jackson Turner
Frederick Jackson Turner (Portage, Wisconsin, 14 de noviembre de 1861-San Marino, California, 14 de marzo de 1932) fue un historiador estadounidense conocido principalmente por la «tesis de la frontera».
Su influyente interpretación del pasado norteamericano propone que el carácter distintivo de los Estados Unidos de América es atribuible a su larga historia de «ir hacia el oeste».

## Primeros años, educación y carrera
Nacido en Portage, Wisconsin, Estados Unidos, hijo de Andrew Jackson Turner y Mary Olivia Hanford Turner, Turner creció en una familia de clase media. Su padre participaba activamente en la política republicana, era inversor en un ferrocarril y era editor de periódicos. Su madre enseñaba en la escuela. Turner estuvo muy influenciado por los escritos de Ralph Waldo Emerson, un poeta conocido por su énfasis en la naturaleza; Turner también fue influenciado por científicos como Charles Darwin, Herbert Spencer y Julian Huxley, y el desarrollo de la cartografía. Se graduó de la Universidad de Wisconsin (ahora Universidad de Wisconsin-Madison) en 1884, donde fue miembro de la Fraternidad Phi Kappa Psi.
Obtuvo su doctorado en historia de la Universidad Johns Hopkins en 1890 con una tesis sobre el comercio de pieles de Wisconsin, titulada "El carácter y la influencia del comercio indio en Wisconsin", dirigida por Herbert Baxter Adams. Turner no publicó extensamente; su influencia provino de teorías interpretativas expresadas concisamente (publicadas en artículos), que influyeron en sus cientos de discípulos. Dos teorías, en particular, fueron influyentes, la "Tesis de la frontera" y la "Hipótesis seccional".
Aunque publicó poco, tenía un conocimiento enciclopédico de la historia de Estados Unidos, y en 1910 se ganó la reputación de ser uno de los dos o tres historiadores más influyentes del país. Demostró ser un experto en promover sus ideas y a sus estudiantes, para quienes obtuvo trabajos en las principales universidades, incluidas Merle Curti y Marcus Lee Hansen. Distribuyó copias de sus ensayos y conferencias entre estudiosos y personas importantes literarios, publicando extensamente en revistas, material reciclado favorito, para alcanzar la mayor audiencia posible para sus principales conceptos, y ejerció una influencia considerable dentro de la Asociación Americana de Historia como oficial y asesor de la Reseña histórica americana. Su énfasis en la importancia de la frontera en la configuración del carácter estadounidense influyó en la interpretación que se encuentra en miles de historias académicas. Cuando Turner murió en 1932, el 60% de los principales departamentos de historia de los EE. UU. estaban impartiendo cursos de historia fronteriza compatibles con las teorías de Turner.
Molesto por los regentes universitarios que exigían menos investigación y más enseñanza y servicio estatal, Turner buscó un entorno que le permitiera investigar más. Rechazando ofertas de California, aceptó una oferta de Harvard en 1910 y permaneció como profesor allí hasta 1922, siendo sucedido en 1924 por Arthur M. Schlesinger, Sr. En 1907 Turner fue elegido miembro del American Antiquarian Society, y en 1911 fue elegido miembro de la Academia Estadounidense de Artes y Ciencias. Turner nunca se sintió cómodo en Harvard; cuando se jubiló en 1922 se convirtió en profesor invitado en la Biblioteca Huntingtonen Los Ángeles, donde sus fichas y archivos continuaron acumulándose, aunque se publicaron pocas monografías. Su The Frontier in American History (1920) era una colección de ensayos  antiguos.
Como profesor de historia en Wisconsin (1890-1910) y Harvard (1910-1922), Turner entrenó a decenas de discípulos que, a su vez, dominaron los programas de historia estadounidense en todo el país. Su modelo de seccionalismo como una combinación de fuerzas sociales, como la etnia y la propiedad de la tierra, alentó a los historiadores a utilizar la historia social para analizar los desarrollos sociales, económicos y políticos de la historia estadounidense. En la Asociación Histórica Estadounidense, colaboró con J. Franklin Jameson en numerosos proyectos importantes.
Las teorías de Turner pasaron de moda durante la década de 1960, cuando los críticos se quejaron de que descuidaba el regionalismo. Se quejaron de que reivindicaba demasiado igualitarismo y democracia para una frontera restrictiva para las mujeres y las minorías. Después de la muerte de Turner, su ex colega Isaiah Bowman dijo lo siguiente sobre su trabajo: "Las ideas de Turner eran curiosamente deficientes en la evidencia de los estudios de campo ... Él representa un tipo de historiador que basa su caso en documentos e impresiones generales en lugar de un científico que sale a ver."  Sus ideas nunca fueron olvidadas; de hecho, influyeron en el nuevo campo de la historia ambiental.  Turner dio un fuerte impulso a los métodos cuantitativos, y los académicos que utilizan nuevas técnicas estadísticas y conjuntos de datos han confirmado, por ejemplo, muchas de las sugerencias de Turner sobre los movimientos de población. Turner creía que debido a sus propios prejuicios y la cantidad de evidencia histórica contradictoria que cualquier método de interpretación histórica sería insuficiente, un método interdisciplinario era la forma más precisa de analizar la historia.

## Obras

### Tesis de la frontera
La "Tesis de la frontera" de Turner se desarrolló en un artículo académico de 1893, "El significado de la frontera en la historia estadounidense", leído ante la Asociación Histórica Estadounidense en Chicago durante la Exposición Mundial de Columbia (Feria Mundial de Chicago). Creía que el espíritu y el éxito de Estados Unidos estaban directamente asociados con la expansión del país hacia el oeste. Turner expuso un modelo evolutivo; había sido influenciado por el trabajo con geólogos en Wisconsin fue en Occidente, no en Oriente, donde surgieron las características distintivamente estadounidenses. La creación de la identidad estadounidense única se produjo en la coyuntura entre la "civilización" del asentamiento y el "salvajismo" de la naturaleza. Esto produjo un nuevo tipo de ciudadano, uno con el poder de "domesticar lo salvaje" y a quien lo salvaje le había conferido fuerza e individualidad. A medida que cada generación de pioneros se trasladó de 80 a 150 km al oeste, abandonaron prácticas, instituciones e ideas europeas inútiles y, en cambio, encontraron nuevas soluciones a los nuevos problemas creados por su nuevo entorno. A lo largo de varias generaciones, la frontera produjo características de informalidad, violencia, crudeza, democracia e iniciativa que el mundo reconoció como "estadounidense".
Turner ignoró el género y no enfatizó la clase. Los historiadores de la década de 1960 y posteriores enfatizaron que la raza, la clase y el género fueron los principales influyentes de la historia. La nueva generación hizo hincapié en el género, la etnia, la categorización profesional y los legados contrastantes del vencedor y la víctima del destino manifiesto y la expansión colonial. La mayoría de los historiadores profesionales ahora critican la tesis de la frontera de Turner y el tema del excepcionalismo estadounidense. La desunión del concepto de Occidente y la similitud de la expansión estadounidense con el colonialismo e imperialismo europeo durante el siglo XIX, y la falta de un igualitarismo completo incluso en la frontera, revelaron los límites de los paradigmas turnerianos y excepcionalistas.

### Seccionalismo
Los ensayos sobre el seccionalismo de Turner se recopilan en The Significance of Sections in American History, que ganó el Premio Pulitzer de Historia en 1933. La tesis del seccionalismo de Turner tuvo casi tanta influencia entre los historiadores como su tesis fronteriza, pero nunca llegó a ser tan conocida por el público en general como lo hizo la tesis de la frontera. Argumentó que los diferentes grupos etnoculturales tenían patrones de asentamiento distintos, y esto se reveló en la política, la economía y la sociedad.

## Influencia y legado
Las ideas de Turner influyeron en muchos tipos de historiografía. Con respecto a la historia de la religión, por ejemplo, Boles (1993) señala que William Warren Sweet de la Escuela de Teología de la Universidad de Chicago argumentó que las iglesias se adaptaron a las características de la frontera, creando nuevas denominaciones como la Iglesia SUD, la Iglesia de Cristo, los Discípulos de Cristo y los Presbiterianos de Cumberland. La frontera, argumentaron, creó instituciones exclusivamente estadounidenses, como avivamientos, reuniones campestres y predicación itinerante. Esta opinión dominó la historiografía religiosa durante décadas. Moos (2002) dice que el cineasta y novelista negro de 1910 a 1940 Oscar Micheaux incorporó la tesis de la frontera de Turner en su trabajo. Micheaux promovió Occidente como un lugar donde los negros podían trascender la raza y obtener el éxito económico a través del trabajo diligente y la perseverancia.
Slatta (2001) sostiene que la popularización generalizada de la tesis de la frontera de Turner influyó en las historias populares, las películas y las novelas, que caracterizan a Occidente en términos de individualismo, violencia fronteriza y justicia dura. Disneyland's Frontierland de finales del siglo XX representa el mito del accidentado individualismo que celebraba lo que se percibía como la herencia estadounidense. El público ha ignorado los modelos anti-turnerianos de los historiadores académicos por ejemplo David J. Weber, en gran parte porque entran en conflicto con las leyendas de la herencia occidental y, a menudo, las destruyen. Sin embargo, el trabajo de los historiadores durante las décadas de 1980 y 1990, algunos de los cuales intentaron desacreditar la concepción de Turner de la frontera y otros que han tratado de salvar el concepto al tiempo que presentan una versión más equilibrada y matizada, han contribuido mucho a situar los mitos occidentales en contexto.